# Mila Segarra i Neira
Mila Segarra i Neira (Barcelona, 1 d'octubre de 1950) és una filòloga i professora universitària catalana.

## Biografia
El 1974 es va llicenciar en filosofia i lletres (Secció de Filologia Hispànica) a la Universitat Autònoma de Barcelona i, el 1985, s'hi va doctorar, amb la tesi La reforma lingüística catalana: Vol. 1: Ortografia. Vol. 2: Ortografia i morfologia. Vol. 3: Sintaxi. Vol. 4: Notes i bibliografia.
Ha estat professora titular del Departament de Filologia Catalana de la Universitat Autònoma de Barcelona, on ha exercit la docència des del curs 1974-1975 fins a la seva jubilació. Les seves línies d'investigació han estat l'estandardització i codificació, la llengua i els mitjans de comunicació, i la lingüística històrica.
Des del 1991 ha participat en diversos projectes d'investigació, en especial sobre models de llengua als mitjans (Els models de llengua i els mitjans de comunicació audiovisuals (ràdio i televisió) en català, 1991-1995; La interrelació dels discursos oral i escrit en l'audiovisual, 1996-1999; Variació i creativitat en la subtitulació, 2000-2003), dirigits per la doctora Anna M. Torrent. Ha format part també del projecte Essai de dictionnaire historique de la langue catalane, de J. B. Alart (2000-2004), dirigit per Vicent de Melchor Muñoz.
És membre del grup d'investigació Llengua i Media de la Universitat Autònoma de Barcelona, i ha participat, dins del grup Llengua i Media, en l'elaboració dels criteris per a la subtitulació del col·loquial en els programes de televisió, per encàrrec de Televisió de Catalunya, i en l'informe La qualitat de la llengua catalana a la televisió, encarregat pel Consell de l'Audiovisual de Catalunya.
Ha publicat diverses obres sobre la llengua catalana, d'entre les quals destaquen la Història de l'ortografia catalana i la Història de la normativa catalana, ambdues de 1985, i biografies i estudis sobre Pompeu Fabra (1991, 1998).
És també membre numerària de l'Institut d'Estudis Catalans des de 2005. N'ha estat Vicepresidenta de la Secció Filològica entre 2017 i 2018, Secretària de la Secció Filològica entre el 20198 i 2022, i altra vegada Vicepresidenta de la Secció Filològica des de l'any 2022.

## Premis
El 2018 va ser guardonada en la VII edició dels Premis Pompeu Fabra, per la seva trajectòria professional, científica i cívica.

## Obres

### Obres especialitzades
- Història de l'ortografia catalana (Empúries, 1985) ISBN 978-84-7596-057-9
- Història de la normativa catalana (Enciclopèdia Catalana, 1985, Premi de la Recerca sobre llengua catalana de la Generalitat de Catalunya)
- Gramática y apología de la llengua cathalana, de Josep Pau Ballot (1987; edició i estudi introductori)
- Pompeu Fabra. L'enginy al servei de la llengua (1998)

### Biografies
- Pompeu Fabra (Empúries, 1991) ISBN 978-84-7596-319-8; reedició de butxaca, 2002 ISBN 978-84-7596-915-2.

### En col·laboració
- La llengua de TV3 (Empúries, 1997, amb M. Bassols, J. A. Castellanos, M. Dolç, N. Faura, J. Martí, D. Paloma, A. Rico, L. Santamaria, E. Teruel i A. M. Torrent)
- La llengua de Televisió de Catalunya. Materials per a l'anàlisi (Bellaterra, Servei de Publicacions de la Universitat Autònoma de Barcelona, 1998, amb els mateixos autors que el llibre anterior)
- Llengua oral i llengua escrita a la televisió, per Anna Cros, Mila Segarra i Anna M. Torrent (Publicacions de l'Abadia de Montserrat, 2000).